# ArchPort
O Archport é o mais antigo fórum de discussão dedicado à Arqueologia em Portugal.

## História
Este fórum foi criado oficialmente em 11 de janeiro de 1996 por António José Marques da Silva, no quadro de um projecto mais amplo de uma associação de estudantes, a Associação Independente Arqueologia, que visava divulgar a Arqueologia através de novos suportes.
Criado numa época onde a Internet era ainda apenas conhecida nos meios universitários em Portugal, teve originalmente como objectivo social, a difusão de informação científica de uma forma rápida e informal no seio da comunidade académica.
A profissionalização da Arqueologia portuguesa, que ocorreu na sequência da descoberta dos sítios de arte rupestre do Vale do Côa que levaram à suspensão da construção da barragem prevista nesse local   alargou consideravelmente a sua audiência, bem como os temas abordados nesse forum, actualmente concebido pelos seus utilizadores como um local de debate sobre a Arqueologia Portuguesa. Os temas discutidos nessa lista são por isso hoje muito diversos: legislação da actividade arqueológica, legislação da protecção do património arqueológico, condições laborais em Arqueologia, função social da Arqueologia, entre outros.
O fórum conta, actualmente, com mais de 1700 membros inscritos.

## Prémios
O fórum foi distinguido em 2008 por uma menção honrosa no quadro do concurso para a atribuição do Prémio Nacional de Ambiente "Fernando Pereira".

## Moderadores
- 1996-2001 - António José Marques da Silva, Associação Independente Arqueologia;
- 2001- … Maria da Conceição Lopes e José d'Encarnação, Instituto de Arqueologia da Faculdade de Letras da Universidade de Coimbra.